# Annual Review of Nutrition
Annual Review of Nutrition (abrégé en Annu. Rev. Nutr.) est une revue médicale américaine de nutrition à comité de lecture. Le journal publie des études en lien avec la nutrition humaine, par exemple dans les domaines de la bioénergétique, des glucides, lipides, protéines et acides aminés, vitamines et des sels minéraux. Elle est publiée annuellement en anglais depuis 1981.